# Epigastrina typhlops
Espèce
Epigastrina typhlops est une espèce d'araignées aranéomorphes de la famille des Anapidae.

## Distribution
Cette espèce est endémique de Tasmanie en Australie. Elle se rencontre dans la grotte Kubla Khan Cave à Mole Creek.

## Description
Cette espèce est anophtalme.
Le mâle holotype mesure 1,18 mm et la femelle paratype 1,12 mm.

## Publication originale
- Rix & Harvey, 2010 : The spider family Micropholcommatidae (Arachnida, Araneae, Araneoidea): a relimitation and revision at the generic level. ZooKeys, vol. 36, p. 1-321 (texte intégral).